# Cuphea retroscabra
Cuphea retroscabra är en fackelblomsväxtart som beskrevs av S. Wats.. Cuphea retroscabra ingår i släktet blossblommor, och familjen fackelblomsväxter. Inga underarter finns listade i Catalogue of Life.